# Forêt et pelouses de Lussac-les-Châteaux
Forêt et pelouses de Lussac-les-Châteaux este o arie protejată (sit de importanță comunitară — SCI) din Franța întinsă pe o suprafață de 933 ha, integral pe uscat.

## Localizare
Centrul sitului Forêt et pelouses de Lussac-les-Châteaux este situat la coordonatele 46°25′33″N 0°42′41″E / 46.42583°N 0.71139°E.

## Înființare
Situl Forêt et pelouses de Lussac-les-Châteaux a fost declarat arie specială de conservare în baza directivei 92/43 din 1992 referitoare la conservarea habitatelor naturale și a faunei și florei sălbatice pentru a proteja 15 specii de animale.

## Biodiversitate
Situată în ecoregiunea atlantică, aria protejată conține 13 habitate naturale: Lacuri eutrofice naturale cu vegetație de tip Magnopotamion sau Hydrocharition, Pajiști uscate europene, Păduri de fag acidofile atlantice, cu subarboret de Ilex și, uneori, de asemenea, Taxus, la nivelul arbuștilor (Quercion robori-petraeae sau Ilici-Fagenion), Pajiști calcaroase din nisipuri xerice, Cursuri de apă de la nivel de câmpie la nivel montan, cu vegetație Ranunculion fluitantis și Callitricho-Batrachion, Peșteri inaccesibile publicului, Pajiști umede atlantice temperate cu Erica ciliaris și Erica tetralix, Pajiști uscate seminaturale și facies de acoperire cu tufișuri pe substraturi calcaroase (Festuco-Brometalia) (* situri importante pentru orhidee), Păduri aluvionare cu Alnus glutinosa și Fraxinus excelsior (Alno-Padion, Alnion incanae, Salicion albae), Ape puternic oligomezotrofe cu vegetație bentonică cu Chara spp., Ape stătătoare oligotrofe până la mezotrofe, cu vegetație de Littorelletea uniflorae și/sau de Isoëto-Nanojuncetea, Pajiști carstice calcaroase sau bazofile, de Alysso-Sedion albi, Păduri pe pante, grohotișuri și ravene de Tilio-Acerion.
La baza desemnării sitului se află mai multe specii protejate:
- amfibieni (1): triton cu creastă (Triturus cristatus)
- mamifere (8): liliac cârn (Barbastella barbastellus), liliac cu aripi lungi (Miniopterus schreibersii), liliac cu urechi mari (Myotis bechsteinii), liliac cărămiziu (Myotis emarginatus), liliac comun (Myotis myotis), liliacul mediteranean cu potcoavă (Rhinolophus euryale), liliacul mare cu potcoavă (Rhinolophus ferrumequinum), liliacul mic cu potcoavă (Rhinolophus hipposideros)
- nevertebrate (6): Coenagrion mercuriale, fluturele auriu (Euphydryas aurinia), libelule (Leucorrhinia pectoralis), rădașcă (Lucanus cervus), fluturele purpuriu (Lycaena dispar), Oxygastra curtisii

Pe lângă speciile protejate, pe teritoriul sitului au mai fost identificate 12 specii de plante, 13 specii de păsări, 6 specii de amfibieni, 7 specii de mamifere, 2 specii de nevertebrate, 3 specii de reptile.